# Madagaskarskogsrall
Madagaskarskogsrall (Mentocrex kioloides) är en fågel i familjen dunrallar inom ordningen tran- och rallfåglar.

## Utseende
Madagaskarskogsrallen är en 28 cm lång ralliknande fågel med gråbrun ovansida och rödbrun undersida. Den liknar den nyligen beskrivna tsingyskogsrallen, men denna är dock tydligt större, framför allt med längre vingar, ben och stjärt. Den har vidare mindre vit strupfläck, mer utbrett rostrött även på kinder och örontäckare men är mattare färgad i ansiktet och på hjässan.

## Utbredning och systematik
Madagaskarskogsrallen förekommer som namnet avslöjar på Madagaskar och delas in i två underarter med följande utbredning:
- kioloides – förekommer i fuktiga regnskogar på östra sidan och på högplatån på Madagaskar
- berliozi – förekommer i begränsade lokaler på nordvästra Madagaskar (Sambirano-distriktet)

### Släktskap
Tidigare placerades madagaskarskogsrall bland de egentliga rallarna i familjen Rallidae, men DNA-studier visar att arten hör hemma i familjen Sarothruridae som är närmare släkt med simrallarna än med rallarna. Traditionellt placeras den i släktet Canirallus tillsammans med nyligen beskrivna tsingyskogsrallen och den afrikanska arten gråstrupig rall. En studie från 2019 visar dock att gråstrupig rall snarare är en del av de egentliga rallarna, varför madagaskarskogsrallen (och nära släktingen tsingyskogsrallen) flyttats till ett eget släkte, Mentocrex.

## Levnadssätt
Madagaskarskogsrallen hittas i regnskog med endast lite undervegetation och frekventerar där vattendrag och vass- eller papyruskantade vattensamlingar. Födan är dåligt känd, men insekter, groddjur och frön har noterats. Fågeln häckar i maj–juni eller november och bygger ett skålformat bo som placeras i en buske eller bland klängväxter två till tre meter ovan mark.

## Status och hot
Arten har ett stort utbredningsområde, men tros minska i antal, dock inte tillräckligt kraftigt för att den ska betraktas som hotad. Internationella naturvårdsunionen IUCN listar arten som livskraftig (LC).